# كاتدرائية واشنطن الوطنية
كاتدرائية واشنطن الوطنية (بالإنجليزية: Washington National Cathedral)‏ وإسمها الكامل كاتدرائية القديس بطرس وبولص في واشنطن دي سي (بالإنجليزية: Cathedral Church of Saint Peter and Saint Paul in the City and Diocese of Washington)‏ هي كاتدرائية أسقفية تقع في مدينة واشنطن عاصمة الولايات المتحدة، بنيت في سنة 1907 على الطراز القوطي الإنجليزي وإنتهى بنائها في سنة 1990 وتعتبر سادس أكبر كاتدرائية في العالم وثاني أكبر كاتدرائية في الولايات المتحدة، وتعتبر رابع أكبر مبنى في مدينة واشنطن، يزورها حوالي 400 ألف سائح في كل سنة.

## أعلام
- فرانك بيلينجز كيلوج
- ستيوارت سايمينغتون
- هنري وايت
- فرانسيس باوز ساير
- ماثيو شيبرد